# Nokia C5-03
Nokia C5-03 — мультимедийный смартфон производства компании Nokia, который пришёл на смену успешной модели 5800. Анонс состоялся 14 октября 2010 года.

## Дизайн
Телефон выполнен в различных цветовых гаммах. В России можно купить устройства чёрного или бело-серого цвета. Вес устройства с аккумулятором — 93 грамма. На телефоне присутствуют 6 функциональных клавиш — кнопки регулировки громкости, кнопка возврата в исходное положение (используется для отбоя вызовов, возвращения на рабочий стол, включения аппарата), центральная клавиша (сворачивание приложения, открытие меню и т. д.), кнопка приёма вызова, а также кнопка блокировки устройства.

### Дисплей и пользовательский интерфейс
Nokia C5-03 поддерживает технологию сенсорного ввода, есть полноценная QWERTY-клавиатура, а также поддерживается ввод стилусом. Размер экрана — 3,2", разрешение дисплея — 640x360px. Всего экран поддерживает до 16 миллионов цветов. Соотношение сторон экрана — 16:9.
На телефоне поддерживается один рабочий стол, есть сторонние программы в магазине Ovi, позволяющие обновить интерфейс и установить более 1 рабочего стола. Без сторонних приложений на главном экране можно менять ярлыки, темы, а также на главный экран можно устанавливать виджеты (специального раздела в настройках для этого нет). В телефон на момент продажи встроены темы оформления, обои рабочего стола, а также мелодии для вызова. Поддерживается установка своих мелодий и тем.

## Аппаратное обеспечение
На телефоне установлен аккумулятор BL-4U 1000 мА-ч, который позволяет устройству работать до 25 дней в режиме ожидания и до 4,7 часов в режиме разговора (сеть 3G). Nokia C5-03 поддерживает сети передачи данных GPRS/EDGE, HSDPA, а также HSUPA. В телефоне встроен разъем 2 мм для зарядного устройства, которое прилагается к телефону при покупке, а также разъем 3.5 мм для наушников. Телефон поддерживает Bluetooth 2.0, MicroUSB (USB 2.0), USB OTG, а также FM радио. Устройство работает на частоте GSM/EDGE 850/900/1800/1900 и WCDMA 850/900/1700/1900/2100.

## Программное обеспечение и приложения

### Программное обеспечение и пользовательский интерфейс
- ОС Symbian S60, 5-й выпуск (Symbian1)
- Java MIDP 2.1
- Qt4.6, Client Platform 2.0
- QTWTR 1.0, HTML 4.1
- Flash Lite 4.0
- Обновление встроенного ПО через сотовую сеть / интернет (FOTA, FOTI)
- Голосовые кодеки: HR, FR, EFR, NB-AMR

### Приложения
- Nokia Messaging
- Социальные сети
- Карты Ovi с бесплатной навигацией на весь срок службы телефона
- Магазин Ovi
- Nokia Ovi Suite
- Gmail
- Flash Lite 4.0
- Ovi Suite 2.2
- Интернет-телевидение
- FM Radio
- Игры

### Управление Личной информацией
- Подробная контактная информация
- Календарь
- Список дел
- Заметки
- Диктофон
- Калькулятор
- Часы
- Поддержка синхронизации контактов, календаря и записей MS Outlook

## Коммуникации

### Электронная почтаи передача сообщений
- Удобный почтовый клиент
- Поддержка протоколов SMTP, IMAP4, POP3, MMS, SMS. Универсальный редактор MMS/SMS.
- Виджет электронной почты
- Редактор SMS/MMS
- Nokia Messaging для электронной почты
- Mail for Exchange

### Управление вызовами
- Контакты — современная база данных контактов с поддержкой нескольких номеров телефонов и адресов электронной почты для одной записи плюс возможность добавить небольшое изображение
- Быстрый набор
- Журналы набранных, пропущенных и принятых вызовов
- Встроенный динамик громкой связи
- Виджет важнейших контактов
- Конференц-связь

## Интернет
- Полнофункциональный просмотр обычных веб-страниц
- Сенсорное управление при просмотре веб-страниц
- Поддержка языков разметки: HTML, XHTML, WML, CSS
- Поддержка протоколов: HTTP v1.1, WAP
- Поддержка TCP/IP
- Визуальная история, поддержка HTML и JavaScript, Flash Lite 4.0 и поддержка видео Flash
- Nokia Mobile Search
- Чтение RSS-потоков
- Магазин Ovi для загрузки приложений
- Поддержка потокового видео
- Отображение профилей пользователей социальных сетей в контактах телефона
- Отправка и просмотр фотографий, и информации о местоположении через Ovi с помощью клиента социальных сетей Nokia
- Отображение в календаре телефона событий в социальных сетях

## Навигация
- Встроенный приёмник A-GPS
- Встроенный приёмник GPS
- Карты Ovi с бесплатной автомобильной и пешеходной навигацией
- Позиционирование Wi-Fi
- Акселерометр для правильной ориентации дисплея
- Бесплатное получение новых версий карт, предоставляемых сервисом Карты Ovi, с помощью ПО Nokia Ovi Suite

## Фотографии

### Камера
- Камера 5 Мпикс[2] (2592 x 1944)
- 4-кратный цифровой зум
- Формат изображений: JPEG/EXIF
- Полноэкранный видоискатель

## Видео

### Видеокамера
- Видеоразрешение: 640 x 352, 15 кадров в секунду, EQ: 2929
- Обычное качество (для отправки по электронной почте): 320 x 240, 15 кадров в секунду, EQ: 375
- Качество для обмена через интернет: 176 x 144, 15 кадров в секунду,
- Продолжительность видеоролика: максимальная продолжительность ролика — 90 мин (высокое или обычное качество) или определяется размером MMS
  - Обратите внимание: продолжительность ролика зависит от доступной памяти
- Баланс белого: автоматический, солнечный, облачный, лампа накаливания, флуоресцентный
- Цветовые режимы: нормальный, сепия, черно-белый, яркий, негатив
- Режим съёмки: автоматический, при слабом освещении, ночной
- Цифровой зум: 2x

### Обмен и воспроизведение видео
- MPEG-4, 3GPP: кодеки H.263 и H.264
- Видеоцентр с расширенными возможностями: для размещения и просмотра видеороликов
- Доступ к последнему просмотренному видео и удобное продолжение воспроизведения
- Мое видео — коллекция сохранённых видеороликов
- Доступ к видео в интернете, поддержка RSS-потоков и видеоподкастов, прямое беспроводное обновление и загрузка
- Каталог для поиска нового видео в интернете
- Поддержка загрузки, передача потокового видео и прогрессивная загрузка
- Поддержка видео в формате Flash

## Музыка и Аудио

### Музыкальные особенности
- Поддержка Stereo Bluetooth 2.1 + EDR
- Стерео-FM-радио
- Shazam
- Музыкальные кодеки: .mp3, AAC, eAAC, eAAC+ и WMA
- Эквалайзер
- Скорость передачи до 256 кбит/сек
- Поддержка DRM: WMDRM10, OMA DRM 2.1 +F81

### Радио
- Стерео-FM-радио (87,5-108 МГц/76-90 МГц), RDS

## Экологический профиль

### Энергоэффективность
- Энергосберегающий режим, напоминание о необходимости выключить зарядное устройство, высокоэффективное зарядное устройство AC-8 / AC-15

### Экологический контент и сервисы
- Экозона через сервис Download! Магазина Ovi, закладки в Экозоне, контент и персонализация, советы по защите окружающей среды в руководстве по работе с картами для пешеходной навигации и оптимизации маршрута

### Материалы
Без ПВХ, никеля на поверхности изделия, бромированных и хлорированных компонентов и триоксида сурьмы, как указано в списке материалов Nokia

### Утилизация
- Все материалы устройства могут быть повторно использованы в качестве сырья и для получения энергии
- Устройство на 80 % подлежит вторичной переработке

### Упаковка
- Изготовлена из возобновляемого материала, на 52 % являющегося продуктом вторичной переработки. Компактная упаковка уменьшенного размера, подлежит вторичной переработке на 100 %

## Комплект поставки
В комплект поставки входят:
- Nokia C5-03
- Аккумулятор Nokia BL-4U
- Дорожное зарядное устройство Nokia AC-8 / AC-15
- Стереогарнитура Nokia WH-102
- Кабель для подключения к компьютеру Nokia CA-101D
- Карта памяти microSD Nokia MU-36 2 ГБ
- Руководство пользователя
- Буклет с информацией об услугах